# XOXO (album)
Pour les articles homonymes, voir XOXO.
Albums de EXO
Mama
(2012) Miracles in December
(2013)
Singles
1. Wolf
Sortie : 30 mai 2013
2. Growl
Sortie : 31 juillet 2013

XOXO est le premier album studio du boys band sud-coréano-chinois EXO, sorti le 3 juin 2013 par SM Entertainment. L'album est une suite du premier EP du groupe, Mama, sorti en 2012. Comme toute la musique du groupe, l'album est sorti en deux versions : l'édition coréenne "Kiss" et l'édition chinoise "Hug".
Deux singles présents sur XOXO sont sortis : "Wolf" et "Growl", le dernier étant le single porteur de la réédition de l'album sortie le 5 août 2013. Les deux singles se sont classés dans le top 10 du Gaon Singles Chart, et "Growl" s'est hissé à la 3e place du Billboard Korea K-Pop Hot 100. L'album a gagné le prix de Meilleur album de l'année aux Mnet Asian Music Awards 2013 et a été vendu à plus d'un million de copies, devenant l'album le plus vendu en Corée du Sud depuis 2001.

## Contexte
Le single porteur de l'album, "늑대와 미녀" ("The Wolf and the Beauty"), dit simplement "Wolf", a été composé par Will Simms, Nermin Harambasic de Dsign Music et la compositrice Kenzie de SM Entertainment. Kenzie a aussi écrit les paroles pour la version coréenne de la chanson tandis que Zhou Weijie s'est occupé d'écrire celles de la version chinoise. Yoo Young-jin a apporté les chants en arrière-fond. La danse de la chanson a été chorégraphiée par Tony Testa. Dans plusieurs émissions telles que After School Club sur Arirang, les membres ont expliqué que la danse est composée de trois éléments : les arbres, la forêt, les grottes et le loup lui-même. Kris a révélé qu'ils ont mis entre trois et quatre mois à connaître par cœur la chorégraphie, du fait de sa difficulté. Une version démo de la chanson a fuité en février 2013; en réponse à cet incident le producteur Ryan Jhun a plus tard donné un avertissement aux personnes qui l'ont téléchargé illégalement le 29 mai 2013.
Plusieurs pistes « en développement » ont été produites et enregistrées en 2011 avant les débuts officiels du groupe mais n'ont jamais été inclus dans leur premier EP Mama. Quelques-uns de ses morceaux sont dans l'album XOXO, tels que "Black Pearl" et "My Lady".
En juillet 2013, une version réédité de XOXO, renommée 으르렁 (Growl), est sortie avec trois titres additionnels. Le single de cette édition est sa chanson-titre "으르렁" ("Growl"). La chanson a été enregistrée à la fois en version coréenne et mandarin ("咆哮"). Composée par Hyuk Shin (Joombas), DK, Jordan Kyle, John Major et Jarah Gibson, "Growl" est une chanson dance-pop avec des influences funk et R&B. Le single a prématurément fuité le 27 juillet, lorsqu'une vidéo du groupe s'entraînant sur la version coréenne de la chanson a été mis en ligne sur différents sites de partage de vidéos.

## Sortie et promotion

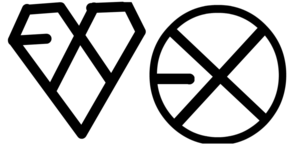
Logos de XOXO, celui de gauche correspond à la version coréenne et celui de droite à la chinoise.

Le 30 mai 2013, les versions coréennes et chinoises du vidéoclip de "Wolf" sont mises en ligne, et la première performance de la chanson s'est faite sur la chaîne Mnet, dans les plateaux de la célèbre émission musicale M Countdownavec wolf ils arrivent a gagne le premier trophe. Les deux versions de la chanson sont sorties sur des sites de téléchargement de musique le 3 juin 2013, et le même jour, deux formats physiques de XOXO en entier sortent en Corée du Sud : une édition "Kiss" en coréen et une édition "Hug" en mandarin. Après une performance sur Inkigayo le 3 juin 2013, EXO ont vu et remercié les 2 000 fans qui les attendaient dans un parc à proximité pour les rencontrer. La première performance de la version chinoise a été diffusée mi-juin dans une émission de variétés chinoise célèbre, Happy Camp.
L'album a reçu plus de 300 000 pré-commandes et s'est classé à la 1re place du Billboard World Album Chart une semaine après sa sortie. Dès décembre 2013, les versions coréennes et chinoises, ainsi que leurs réédtions respectives, avaient été vendu à un total de plus de 1 070 000 de copies,,, devenant l'album le plus vendu de l'année dans l'industrie de la K-pop. Avec plus d'un million de copies vendues, XOXO est également devenu l'album le plus vendu de Corée du Sud en 12 ans.

## Liste des pistes
| XOXO (Version "Kiss") | XOXO (Version "Kiss")                                                                     | XOXO (Version "Kiss")        | XOXO (Version "Kiss")                                                                                        | XOXO (Version "Kiss")              | XOXO (Version "Kiss") | XOXO (Version "Kiss") | XOXO (Version "Kiss") | XOXO (Version "Kiss") | XOXO (Version "Kiss") |
| No                    | Titre                                                                                     | Paroles                      | Musique | Traduction                         | Durée                 |                       |                       |                       |                       |
| --------------------- | ----------------------------------------------------------------------------------------- | ---------------------------- | --- | ---------------------------------- | --------------------- | --------------------- | --------------------- | --------------------- | --------------------- |
| 1.                    | 늑대와 미녀 (Wolf) (Neukdae Wa Minyeo)                                                    | Kenzie                       | Kenzie, Will Simms, Nermin Harambašić                                                                        | Wolf and the Beauty (Wolf)         | 03:52                 |                       |                       |                       |                       |
| 2.                    | Baby Don't Cry (인어의 눈물) (Ineoui Nunmul, chanté par Suho, Baekhyun, Chanyeol et D.O.) | Cho Yoon-kyung               | Kim Tae-sung, Im Kwang-wook, Andrew Choi, Kalle Engstrom                                                     | Baby Don't Cry (A Mermaid's Tears) | 03:55                 |                       |                       |                       |                       |
| 3.                    | Black Pearl (검은 진주)                                                                   | Seo Ji-eum                   | DK, 2xxx!, JJ Evans, Hyuk Shin (Joombas), Deanfluenza, Jasmine Kearse, Brittani Marthena White               |                                    | 03:08                 |                       |                       |                       |                       |
| 4.                    | 나비소녀 (Don't Go) (Nabi Sonyeo)                                                         | Seo Ji-eum                   | DK, Hyuk Shin (Joombas), John Major, Jordan Kyle, Jeffrey Patrick Lewis                                      | Butterfly Girl (Don't Go)          | 03:36                 |                       |                       |                       |                       |
| 5.                    | Let Out the Beast (짐승을 보자)                                                           | Lee Hyun-kyu                 | Jay J. Kim, Robert Peters, Spencer Yaras, Taeko Carroll, Charles Wiggins, Chris Lightbody, Robert Steinmille |                                    | 03:27                 |                       |                       |                       |                       |
| 6.                    | 3.6.5 (세 여섯 다섯)                                                                      | Cho Yoon-kyung, Didrik Thott | Hayden Bell, Christian Fast, Henrik Nordenback                                                               |                                    | 03:07                 |                       |                       |                       |                       |
| 7.                    | Heart Attack (심장 마비)                                                                  | Misfit                       | MGI, GoodWill                                                                                                |                                    | 03:39                 |                       |                       |                       |                       |
| 8.                    | 피터팬 (Peter Pan) (Piteopaen)                                                            | Hong Ji-yu                   | Kibwe Luke, Ryan S. Jhun, Denzil Remedios                                                                    |                                    | 03:56                 |                       |                       |                       |                       |
| 9.                    | Baby (아가)                                                                               | Kenzie                       | Kim Jung-bae, Kenzie                                                                                         |                                    | 04:00                 |                       |                       |                       |                       |
| 10.                   | My Lady (내 여자)                                                                         | Kim Boo-min                  | Hitchhiker                                                                                                   |                                    | 03:33                 |                       |                       |                       |                       |
| 11.                   | 늑대와 미녀 (Wolf) (Version EXO-K)                                                        | Kenzie                       | Kenzie, Will Simms, Nermin Harambašić                                                                        |                                    | 03:52                 |                       |                       |                       |                       |
| 12.                   | 狼与美女 (Wolf) - Version chinoise (Láng Yǔ Měinǚ)                                        | Zhou Weijie                  | Kenzie, Will Simms, Nermin Harambašić                                                                        | Wolf and the Beauty (Wolf)         | 03:52                 |                       |                       |                       |                       |
| 43:41                 |                                                                                           |                              | |                                    |                       |                       |                       |                       |                       |

| XOXO (Version "Hug") | XOXO (Version "Hug")                                                                     | XOXO (Version "Hug") | XOXO (Version "Hug")                                                                                         | XOXO (Version "Hug") | XOXO (Version "Hug") | XOXO (Version "Hug") | XOXO (Version "Hug") | XOXO (Version "Hug") | XOXO (Version "Hug") |
| No                   | Titre                                                                                    | Paroles              | Musique | Traduction           | Durée                |                      |                      |                      |                      |
| -------------------- | ---------------------------------------------------------------------------------------- | -------------------- | --- | -------------------- | -------------------- | -------------------- | -------------------- | -------------------- | -------------------- |
| 1.                   | 狼与美女 (Wolf) (Chinois traditionnel: 狼與美女; pinyin: Láng Yǔ Měinǚ)                  | Zhou Weijie          | Kenzie, Will Simms, Nermin Harambašić                                                                        | Wolf and the Beauty  | 03:52                |                      |                      |                      |                      |
| 2.                   | Baby Don't Cry (人鱼的眼泪) (Chinois traditionnel: 人魚的眼淚; pinyin: Rényú de Yǎnlèi)  | Wang Yajun, T-Crash  | Kim Tae-sung, Im Kwang-wook, Andrew Choi, Kalle Engstrom                                                     | A Mermaid's Tears    | 03:55                |                      |                      |                      |                      |
| 3.                   | Black Pearl (黑珍珠) (Chinois traditionnel: 黑珍珠; pinyin: Hēi zhēnzhū)                 | Liu Yuan             | DK, 2xxx!, JJ Evans, Hyuk Shin (Joombas), Deanfluenza, Jasmine Kearse, Brittani Marthena White               |                      | 03:08                |                      |                      |                      |                      |
| 4.                   | 蝴蝶少女 (Don't Go) (Húdié Shàonǚ)                                                       | Wang Yajun           | DK, Hyuk Shin (Joombas), John Major, Jordan Kyle, Jeffrey Patrick Lewis                                      | Butterfly Girl       | 03:36                |                      |                      |                      |                      |
| 5.                   | Let Out the Beast (让出兽)                                                               | T-Crash              | Jay J. Kim, Robert Peters, Spencer Yaras, Taeko Carroll, Charles Wiggins, Chris Lightbody, Robert Steinmille |                      | 03:27                |                      |                      |                      |                      |
| 6.                   | 3.6.5 (三 六 五)                                                                         | Wang Yajun           | Hayden Bell, Christian Fast, Henrik Nordenback                                                               |                      | 03:07                |                      |                      |                      |                      |
| 7.                   | Heart Attack (心脏病发作)                                                                | Zhou Weijie          | MGI, GoodWill                                                                                                |                      | 03:39                |                      |                      |                      |                      |
| 8.                   | 彼得潘 (Peter Pan) (Bǐdépān)                                                             | Liu Yuan             | Kibwe Luke, Ryan S. Jhun, Denzil Remedios                                                                    |                      | 03:56                |                      |                      |                      |                      |
| 9.                   | Baby (第一步) (Dìyī Bù)                                                                  | Liu Yuan             | Kim Jung-bae, Kenzie                                                                                         | The First Step       | 04:00                |                      |                      |                      |                      |
| 10.                  | My Lady (我的女士)                                                                       | Liu Yuan             | Hitchhiker                                                                                                   |                      | 03:33                |                      |                      |                      |                      |
| 11.                  | 狼与美女 (Wolf) (Version EXO-M)                                                          | Zhou Weijie          | Kenzie, Will Simms, Nermin Harambašić                                                                        |                      | 03:52                |                      |                      |                      |                      |
| 12.                  | 늑대와 미녀 (Wolf) - Version coréenne (Romanisation: Neukdae Wa Minyeo, chanté par: EXO) | Kenzie               | Kenzie, Will Simms, Nermin Harambašić                                                                        | Wolf and the Beauty  | 03:52                |                      |                      |                      |                      |
| 43:41                |                                                                                          |                      | |                      |                      |                      |                      |                      |                      |

| Growl (Version "Kiss") | Growl (Version "Kiss")                                                      | Growl (Version "Kiss")       | Growl (Version "Kiss")                                                                                       | Growl (Version "Kiss") | Growl (Version "Kiss") | Growl (Version "Kiss") | Growl (Version "Kiss") | Growl (Version "Kiss") | Growl (Version "Kiss") |
| No                     | Titre                                                                       | Paroles                      | Musique | Durée                  |                        |                        |                        |                        |                        |
| ---------------------- | --------------------------------------------------------------------------- | ---------------------------- | --- | ---------------------- | ---------------------- | ---------------------- | ---------------------- | ---------------------- | ---------------------- |
| 1.                     | 으르렁 (Growl) (Romanisation: Eureureong)                                   | Seo Ji-eum                   | Hyuk Shin (Joombas), DK, Jordan Kyle, Jason Jonathan, John Major, Jarah Gibson                               | 03:29                  |                        |                        |                        |                        |                        |
| 2.                     | 늑대와 미녀 (Wolf)                                                          | Kenzie                       | Kenzie, Will Simms, Nermin Harambašić                                                                        | 03:52                  |                        |                        |                        |                        |                        |
| 3.                     | XOXO (Kisses & Hugs)                                                        | Misfit                       | Steven Lee, Goldfingerz, Jimmy Richard                                                                       | 03:08                  |                        |                        |                        |                        |                        |
| 4.                     | Lucky (운이 좋은)                                                           | Kim Eana                     | E.One | 03:25                  |                        |                        |                        |                        |                        |
| 5.                     | Baby Don't Cry (인어의 눈물) (chanté par: Suho, Baekhyun, Chanyeol et D.O.) | Cho Yoon-kyung               | Kim Tae-sung, Im Kwang-wook, Andrew Choi, Kalle Engstrom                                                     | 03:55                  |                        |                        |                        |                        |                        |
| 6.                     | Black Pearl (검은 진주)                                                     | Seo Ji-eum                   | DK, 2xxx!, JJ Evans, Hyuk Shin (Joombas), Deanfluenza, Jasmine Kearse, Brittani Marthena White               | 03:08                  |                        |                        |                        |                        |                        |
| 7.                     | 나비소녀 (Don't Go)                                                         | Seo Ji-eum                   | DK, Hyuk Shin (Joombas), John Major, Jordan Kyle, Jeffrey Patrick Lewis                                      | 03:36                  |                        |                        |                        |                        |                        |
| 8.                     | Let Out the Beast (짐승을 보자)                                             | Lee Hyun-kyu                 | Jay J. Kim, Robert Peters, Spencer Yaras, Taeko Carroll, Charles Wiggins, Chris Lightbody, Robert Steinmille | 03:27                  |                        |                        |                        |                        |                        |
| 9.                     | 3.6.5 (세 여섯 다섯)                                                        | Cho Yoon-kyung, Didrik Thott | Hayden Bell, Christian Fast, Henrik Nordenback                                                               | 03:07                  |                        |                        |                        |                        |                        |
| 10.                    | Heart Attack (심장 마비)                                                    | Misfit                       | MGI, GoodWill                                                                                                | 03:39                  |                        |                        |                        |                        |                        |
| 11.                    | 피터팬 (Peter Pan)                                                          | Hong Ji-yu                   | Kibwe Luke, Ryan S. Jhun, Denzil Remedios                                                                    | 03:56                  |                        |                        |                        |                        |                        |
| 12.                    | Baby (아가)                                                                 | Kenzie                       | Kim Jung-bae, Kenzie                                                                                         | 04:00                  |                        |                        |                        |                        |                        |
| 13.                    | My Lady (내 여자)                                                           | Kim Boo-min                  | Hitchhiker                                                                                                   | 03:33                  |                        |                        |                        |                        |                        |
| 14.                    | 으르렁 (Growl) (Version EXO-K)                                              | Seo Ji-eum                   | Hyuk Shin (Joombas), DK, Jordan Kyle, Jason Jonathan, John Major, Jarah Gibson                               | 03:27                  |                        |                        |                        |                        |                        |
| 53:37                  |                                                                             |                              | |                        |                        |                        |                        |                        |                        |

| Growl (Version "Hug") | Growl (Version "Hug")            | Growl (Version "Hug") | Growl (Version "Hug")                                                                                        | Growl (Version "Hug") | Growl (Version "Hug") | Growl (Version "Hug") | Growl (Version "Hug") | Growl (Version "Hug") | Growl (Version "Hug") |
| No                    | Titre                            | Paroles               | Musique | Durée                 |                       |                       |                       |                       |                       |
| --------------------- | -------------------------------- | --------------------- | --- | --------------------- | --------------------- | --------------------- | --------------------- | --------------------- | --------------------- |
| 1.                    | 咆哮 (Growl) (pinyin: Páoxiāo)   | Wang Yajun            | Hyuk Shin (Joombas), DK, Jordan Kyle, Jason Jonathan, John Major, Jarah Gibson                               | 03:27                 |                       |                       |                       |                       |                       |
| 2.                    | 狼与美女 (Wolf) (chanté par EXO) | Zhou Weijie           | Kenzie, Will Simms, Nermin Harambašić                                                                        | 03:52                 |                       |                       |                       |                       |                       |
| 3.                    | XOXO (Kisses & Hugs)             | Lin Xin Ye            | Steven Lee, Goldfingerz, Jimmy Richard                                                                       | 03:06                 |                       |                       |                       |                       |                       |
| 4.                    | Lucky (幸运)                     | Liu Yuan              | E.One | 03:23                 |                       |                       |                       |                       |                       |
| 5.                    | Baby Don't Cry (人鱼的眼泪)      | Wang Yajun, T-Crash   | Kim Tae-sung, Im Kwang-wook, Andrew Choi, Kalle Engstrom                                                     | 03:55                 |                       |                       |                       |                       |                       |
| 6.                    | Black Pearl (黑珍珠)             | Liu Yuan              | DK, 2xxx!, JJ Evans, Hyuk Shin (Joombas), Deanfluenza, Jasmine Kearse, Brittani Marthena White               | 03:08                 |                       |                       |                       |                       |                       |
| 7.                    | 蝴蝶少女 (Don't Go)              | Wang Yajun            | DK, Hyuk Shin (Joombas), John Major, Jordan Kyle, Jeffrey Patrick Lewis                                      | 03:36                 |                       |                       |                       |                       |                       |
| 8.                    | Let Out the Beast (让出兽)       | T-Crash               | Jay J. Kim, Robert Peters, Spencer Yaras, Taeko Carroll, Charles Wiggins, Chris Lightbody, Robert Steinmille | 03:27                 |                       |                       |                       |                       |                       |
| 9.                    | 3.6.5 (三 六 五)                 | Wang Yajun            | Hayden Bell, Christian Fast, Henrik Nordenback                                                               | 03:07                 |                       |                       |                       |                       |                       |
| 10.                   | Heart Attack (心脏病发作)        | Wang Yajun            | MGI, GoodWill                                                                                                | 03:39                 |                       |                       |                       |                       |                       |
| 11.                   | 彼得潘 (Peter Pan)               | Liu Yuan              | Kibwe Luke, Ryan S. Jhun, Denzil Remedios                                                                    | 03:56                 |                       |                       |                       |                       |                       |
| 12.                   | Baby (第一步)                    | Liu Yuan              | Kim Jung-bae, Kenzie                                                                                         | 04:00                 |                       |                       |                       |                       |                       |
| 13.                   | My Lady (我的女士)               | Liu Yuan              | Hitchhiker                                                                                                   | 03:33                 |                       |                       |                       |                       |                       |
| 14.                   | 咆哮 (Growl) (Version EXO-M)     | Wang Yajun            | Hyuk Shin (Joombas), DK, Jordan Kyle, Jason Jonathan, John Major, Jarah Gibson                               | 03:27                 |                       |                       |                       |                       |                       |
| 53:37                 |                                  |                       | |                       |                       |                       |                       |                       |                       |

## Classements

### Versions coréennes et chinoises
| Classements                                              | Meilleure position  | Meilleure position | Meilleure position   | Meilleure position  |
| Classements                                              | XOXO Version "Kiss" | XOXO Version "Hug" | Growl Version "Kiss" | Growl Version "Hug" |
| -------------------------------------------------------- | ------------------- | ------------------ | -------------------- | ------------------- |
| Corée du Sud Gaon Classement hebdomadaire des albums     | 1                   | 2                  | 1                    | 2                   |
| Corée du Sud Gaon Classement mensuel des albums          | 1                   | 2                  | 1                    | 2                   |
| Corée du Sud Gaon Classement annuel des albums 2013      | 3                   | 6                  | 1                    | 7                   |
| Corée du Sud Gaon 2014 Classement annuel des albums 2014 | 53                  | 83                 | 15                   | 67                  |
| Corée du Sud Gaon Classement annuel des albums 2015      | —                   | —                  | 71                   | —                   |
| Japon Oricon Classement hebdomadaire des albums          | 9                   | 18                 | —                    | —                   |
| Japon Oricon Classement mensuel des albums               | 18                  | 36                 | —                    | —                   |

### Versions combinées
| Classements                        | Meilleure position |
| ---------------------------------- | ------------------ |
| Billboard Heatseekers Albums Chart | 23                 |
| Billboard World Albums Chart       | 1                  |

## Ventes
| Pays               | Ventes                | Ventes               | Ventes                 | Ventes                |
| Pays               | XOXO (Version "Kiss") | XOXO (Version "Hug") | Growl (Version "Kiss") | Growl (Version "Hug") |
| ------------------ | --------------------- | -------------------- | ---------------------- | --------------------- |
| South Korea (Gaon) | 328 824               | 224 373              | 461 596                | 234 764               |
| Japan (Oricon)     | 62 000                | 28 000               | -                      | -                     |

## Prix et nominations
| Année | Receveur                | Travail nommé | Titre                                | Résultat   |
| ----- | ----------------------- | ------------- | ------------------------------------ | ---------- |
| 2013  | MelOn Music Awards      | Growl         | Chanson de l'année                   | Lauréat    |
| 2013  | MelOn Music Awards      | Growl         | Prix du Clip                         | Nomination |
| 2013  | MelOn Music Awards      | XOXO          | Album de l'année                     | Nomination |
| 2013  | Mnet Asian Music Awards | XOXO          | BC - UnionPay Album de l'année       | Lauréat    |
| 2013  | Mnet Asian Music Awards | Growl         | BC - UnionPay Chanson de l'année     | Nomination |
| 2013  | KBS Music Festival      | Growl         | Chanson de l'année                   | Lauréat    |
| 2014  | Seoul Music Awards      | Growl         | Disque de l'année en sortie digitale | Lauréat    |
| 2014  | Golden Disk Awards      | Growl         | Digital Bonsang                      | Nomination |
| 2014  | Golden Disk Awards      | XOXO          | Disk Bonsang                         | Lauréat    |
| 2014  | Golden Disk Awards      | XOXO          | Disk Daesang                         | Lauréat    |
| 2014  | World Music Awards      | Growl         | Meilleure chanson du monde           | Lauréat    |

### Programmes de classements musicaux
| Chanson              | Programme                 | Date               |
| -------------------- | ------------------------- | ------------------ |
| "늑대와 미녀 (Wolf)" | Music Bank (KBS)          | 14 juin 2013       |
| "늑대와 미녀 (Wolf)" | Show! Music Core (MBC)    | 15 juin 2013       |
| "늑대와 미녀 (Wolf)" | Inkigayo (SBS)            | 16 juin 2013       |
| "늑대와 미녀 (Wolf)" | Show Champion (MBC Music) | 19 juin 2013       |
| "으르렁 (Growl)"     | Music Bank (KBS)          | 16 août 2013       |
| "으르렁 (Growl)"     | Music Bank (KBS)          | 23 août 2013       |
| "으르렁 (Growl)"     | Inkigayo (SBS)            | 18 août 2013       |
| "으르렁 (Growl)"     | Inkigayo (SBS)            | 25 août 2013       |
| "으르렁 (Growl)"     | Inkigayo (SBS)            | 1er septembre 2013 |
| "으르렁 (Growl)"     | Show Champion (MBC Music) | 21 août 2013       |
| "으르렁 (Growl)"     | Show Champion (MBC Music) | 28 août 2013       |
| "으르렁 (Growl)"     | Show Champion (MBC Music) | 4 septembre 2013   |
| "으르렁 (Growl)"     | M Countdown (Mnet)        | 22 août 2013       |
| "으르렁 (Growl)"     | M Countdown (Mnet)        | 29 août 2013       |
| "으르렁 (Growl)"     | M Countdown (Mnet)        | 5 septembre 2013   |
| "으르렁 (Growl)"     | Show! Music Core (MBC)    | 24 août 2013       |
| "으르렁 (Growl)"     | Show! Music Core (MBC)    | 31 août 2013       |
| "으르렁 (Growl)"     | Show! Music Core (MBC)    | 7 septembre 2013   |

## Historique de sortie
| Édition | Pays                         | Date              | Format                   | Label                      |
| ------- | ---------------------------- | ----------------- | ------------------------ | -------------------------- |
| XOXO    | Monde entier / Corée du Sud, | 3 juin 2013       | CD, téléchargement légal | SM Entertainment, KT Music |
| XOXO    | Taïwan                       | 19 juillet 2013   | CD, téléchargement légal | Avex Taïwan                |
| XOXO    | Philippines                  | 27 juillet 2013   | CD, téléchargement légal | Universal Records          |
| XOXO    | Thaïlande                    | 12 juin 2013      | CD, téléchargement légal | SM True                    |
| Growl   | Monde entier / Corée du Sud  | 5 août 2013       | CD, téléchargement légal | SM Entertainment, KT Music |
| Growl   | Taïwan                       | 13 septembre 2013 | CD, téléchargement légal | Avex Taïwan                |
| Growl   | Thaïlande                    | 16 août 2013      | CD, téléchargement légal | SM True                    |